# 熱帶風暴西馬侖 (2013年)
| 太平洋颱風季             |
| 主題頁 - 專題 - 編輯指南 |

熱帶風暴西馬侖（英語：Tropical Storm Cimaron，國際編號：1308，聯合颱風警報中心：WP082013，菲律賓大氣地球物理和天文管理局：Isang）為2013年太平洋颱風季第8個被命名的風暴。「西馬侖」一名由菲律賓提供，是當地的一種野牛。

## 發展過程
2013年7月13日，一個熱帶擾動在帛琉東部海面上生成。聯合颱風警報中心給予擾動編號93W。
7月14日上午4時，聯合颱風警報中心對其在24小時內形成為熱帶氣旋的機會給予「LOW」的評級。
7月15日上午2時，日本氣象廳將其升格為低壓區。上午6時，聯合颱風警報中心將發展機率升級為「MEDIUM」。下午2時，聯合颱風警報中心將發展機率升級為「HIGH」，並發出熱帶氣旋形成警報。同時，日本氣象廳將其升格為熱帶低氣壓。香港天文台在下午4時15分開始表示「菲律賓以東海域氣壓頗低」。
7月16日上午5時，聯合颱風警報中心將其升格為熱帶低氣壓，並給予編號08W。上午9時，日本氣象廳對發出海上烈風警報。香港天文台在上午9時45分表示「一個熱帶低氣壓似乎在形成中」，並在上午11時45分把該低壓區升格為熱帶低氣壓。該熱帶低氣壓向西北至西北偏北移動，時速約22公里，直指呂宋而行。
7月17日上午9時30分，日本氣象廳將其升格為熱帶風暴，並命名為西馬侖。香港天文台在下午3時半把西馬侖升格為熱帶風暴。下午5時，聯合颱風警報中心將其升格為熱帶風暴。西馬侖向西北偏北移動，掠過呂宋東北端，並進入呂宋海峽，晚上改向西北至西北偏西移動。
7月18日，西馬侖進入南海東北部，同時出現環流重整。從當時的MTSAT-2衞星雲圖可見，原有中心向東北面移動並減弱，一個新中心取而代之，在系統西北面形成。環流重整導致多個氣象部門把西馬侖定位向偏西方向大幅調整，尤其以香港天文台最為明顯，於2小時內向西調整1個經度。西馬侖在環流重整後改向北移動，移向福建南部至廣東東部沿岸。晚上8時半，中央氣象台指西馬侖在中國福建省漳州市漳浦縣沿海登陆。下午11時，聯合颱風警報中心發出最後的警報。
7月19日，西馬侖向西北偏北移動，並迅速而顯著地減弱。上午2時45分，日本氣象廳將其降格為熱帶低氣壓。香港天文台亦在凌晨3時15分把西馬侖降級為熱帶低氣壓，再於早上7時45分把西馬侖降級為低壓區。

## 影響

### 菲律賓
當地發出之最高風暴信號：一號風暴信號
7月16日上午5時，菲律賓大氣地球物理和天文管理局將已進入責任範圍的低壓區升格為熱帶低氣壓，並發佈第一報熱帶氣旋資訊，命名為Isang，發出一號風暴信號。
7月17日下午5時，菲律賓氣象部門升格為熱帶風暴。
7月18日上午5時，西馬侖離開菲律賓氣象部門責任範圍，發佈最後一報熱帶氣旋資訊，並解除所有風暴信號。

### 臺灣
當地發布之颱風警報：海上颱風警報
7月15日起，由於此熱帶氣旋逐漸北上，靠近巴士海峽，中央氣象局發佈了熱帶性低氣壓特報；及後，於7月17日，由於此熱氣氣旋增強為輕度颱風，中央氣象局於當日上午10時半發佈了海上颱風警報。
7月17日，距離解除颱風蘇力海上颱風警報僅隔59小時，中央氣象局再度發布海上颱風警報，中央災害應變中心於11時30分二級開設。因蘇力的影響，不少公路仍搶通中，由於預期豪大雨可能帶來災害，台7線北橫公路高義至西村路段晚間9時預警性封閉、台18線阿里山公路觸口至阿里山路段晚間8時預警性封閉、縣172線關子嶺路段晚間9時預警性封閉。來往小琉球、綠島船班停開。
7月18日上午11時30分，中央氣象局解除所有颱風警報。

### 香港
當地發出之最高熱帶氣旋警告信號： 一號戒備信號
香港天文台在7月17日下午4時半的「七天天氣預報」表示，若西馬侖採取較偏西路徑，天文台會考慮發出熱帶氣旋警告信號；但天文台一再沒有發出「特別天氣提示」。天文台在當日晚上11時20分發出一號戒備信號，當時西馬侖集結在香港之東南偏東約630公里。西馬侖在7月18日向偏西北移動，繼續接近香港，但由於環流小，天文台表示發出三號信號機會不大。西馬侖在當日中午12時最接近香港，在香港以東約390公里掠過。隨著西馬侖改向偏北移動並即將登陸，天文台在下午1時45分表示一兩小時內取消所有信號，並在下午3時40分取消所有熱帶氣旋警告信號，當時西馬侖集結在香港之東北偏東約410公里。

### 澳門
當地懸掛之最高熱帶氣旋信號：  一號風球
澳門地球物理暨氣象局於7月18日早上6時半懸掛一號風球，但預料改掛較高風球機會不大。西馬侖於當日下午4時最接近澳門，在澳門以東約430公里掠過。一號風球僅懸掛17小時，澳門氣象局在當晚11時半除下所有風球。

### 中國大陸
當地發出之最高颱風預警信號： 颱風藍色預警信號
7月17日下午6時，中央氣象台發佈颱風藍色預警信號。
7月18日下午8時30分，中央氣象台指西馬侖在福建省漳州市漳浦縣沿海登陆。
7月19日上午6時，中央氣象台解除所有颱風預警信號。

#### 福建

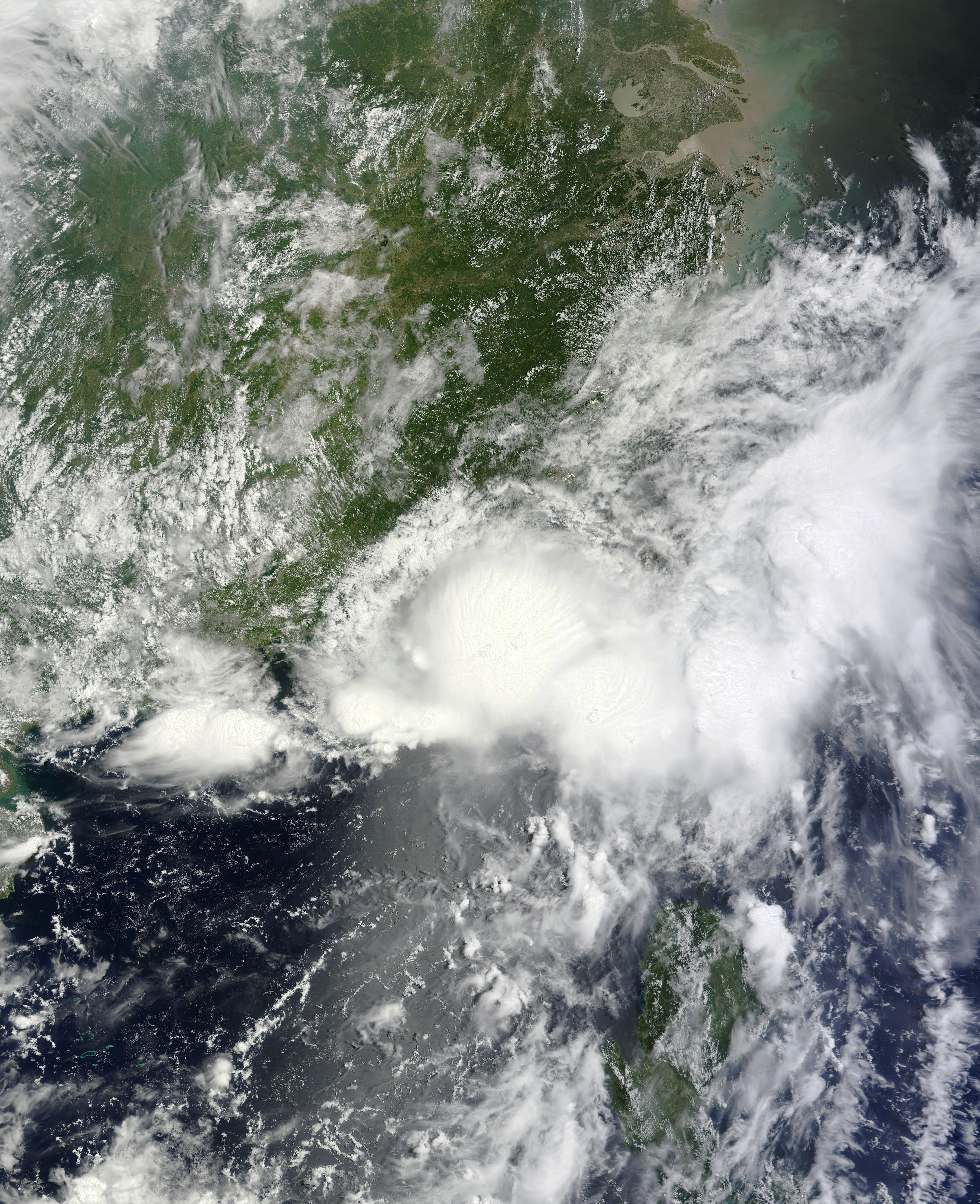
西馬侖在福建省登陸

全省發出之最高颱風預警信號： 颱風黃色預警信號
7月17日下午4時50分，福建省氣象台發佈颱風藍色預警信號。
7月18日下午4時25分，福建省氣象台繼續發布颱風藍色預警信號。下午4時43分，福建省氣象台變更發佈颱風黃色預警信號。下午8時30分，西馬侖在漳州市漳浦縣沿海登陆。

##### 災情
受“西马仑”影响，福建中南部沿海地区普降暴雨到大暴雨，局地24小时降雨量超过500毫米，引发严重内涝。18日8时至19日8时，福建全省共16个县市的113个乡镇出现雨量超过50毫米的暴雨。其中，厦门、仙游、南安等6个县市出现大暴雨，漳浦、龙海雨量更是达特大暴雨量级。龙海市斗美村24小时降雨量达505.3毫米，位居全省榜首。最大雨强出现在19日01时至02时，一个小时降雨量就达132.3毫米，雨势非常猛烈。
强降雨导致56座中小型水库溢洪，漳浦县石过陂水库（中型）最大溢洪水深达1.3米，龙海市前线水库（小一型）水位超过校核水位0.4米，为超500年一遇的洪水。漳州、厦门的部分村庄和城镇小区出现严重内涝，龙海市4个乡镇、漳浦县2个乡镇和漳州开发区、漳州台商投资区的大部分村庄内涝严重；厦门市22个村庄部分受淹，20个小区受淹，7处路段积水，53户受淹。此外，强降雨还造成部分房屋倒塌，农田受淹严重，公路塌方、中断，交通受阻，电力供电中断，厦金航线停航。
据统计，截至19日17时，漳州、厦门、泉州3个设区市19个县（市、区）的20.28万人受灾，倒塌房屋0.04万间，紧急转移人员8.92万人，因灾死亡1人、失踪1人，直接经济损失15.52亿元。

#### 廣東
全省發出之最高颱風預警信號： 颱風黃色預警信號
7月17日下午5時40分，廣東省氣象台發佈颱風黃色預警信號。

## 熱帶氣旋警告使用記錄

### 菲律賓
| 菲律賓大氣地球物理和天文管理局 一號風暴信號 | 菲律賓大氣地球物理和天文管理局 一號風暴信號 | 菲律賓大氣地球物理和天文管理局 一號風暴信號 |
| ------------------------------------------- | ------------------------------------------- | ------------------------------------------- |
| 上一熱帶氣旋                                | 一號風暴信號                                | 下一熱帶氣旋                                |
| 颱風蘇力                                    | 一號風暴信號                                | 颱風尤特                                    |

### 臺灣
| 交通部中央氣象局 颱風警報 | 交通部中央氣象局 颱風警報 | 交通部中央氣象局 颱風警報 |
| ------------------------- | ------------------------- | ------------------------- |
| 上一熱帶氣旋              | 海上颱風警報              | 下一熱帶氣旋              |
|                           | 海上颱風警報              |                           |

### 中國大陸
| 中國國家氣象中心 颱風預警信號 | 中國國家氣象中心 颱風預警信號 | 中國國家氣象中心 颱風預警信號 |
| ----------------------------- | ----------------------------- | ----------------------------- |
| 上一熱帶氣旋                  | 颱風藍色預警信號              | 下一熱帶氣旋                  |
| 超強颱風蘇力                  | 颱風藍色預警信號              | 強烈熱帶風暴飛燕              |

### 香港
| 香港天文台 熱帶氣旋警告信號 | 香港天文台 熱帶氣旋警告信號 | 香港天文台 熱帶氣旋警告信號 |
| --------------------------- | --------------------------- | --------------------------- |
| 上一熱帶氣旋                | 一號戒備信號                | 下一熱帶氣旋                |
| 強烈熱帶風暴溫比亞          | 一號戒備信號                | 強烈熱帶風暴飛燕            |

### 澳門
| 地球物理暨氣象局 熱帶氣旋信號 | 地球物理暨氣象局 熱帶氣旋信號 | 地球物理暨氣象局 熱帶氣旋信號 |
| ----------------------------- | ----------------------------- | ----------------------------- |
| 上一熱帶氣旋                  | 一號風球                      | 下一熱帶氣旋                  |
| 強烈熱帶風暴溫比亞            | 一號風球                      | 強烈熱帶風暴飛燕              |

## 外部連結
- （日語）http://www.jma.go.jp/ （页面存档备份，存于） 日本氣象廳首頁
- （英文）http://www.usno.navy.mil/JTWC/ （页面存档备份，存于） 聯合颱風警報中心首頁
- （简体中文）https://web.archive.org/web/20120928121548/http://www.nmc.gov.cn/ 中央氣象台首頁
- （繁體中文）http://www.cwb.gov.tw/ （页面存档备份，存于） 中央氣象局首頁
- （繁體中文）http://www.hko.gov.hk/ （页面存档备份，存于） 香港天文台首頁
- （繁體中文）http://www.smg.gov.mo/ （页面存档备份，存于） 澳門地球物理暨氣象局首頁